# Борзеанов игловръх
Борзеановият игловръх (Alyssum borzaeanum) е многогодишно тревисто растение от семейство Кръстоцветни. В България е застрашен вид, включен в Червената книга на България и в Закона за биологичното рзнообразие.

## Описание
Стъблата му са с височина 10 – 30 cm. В основата са с къси стерилни издънки, образуващи листни розетки. Листата са покрити със звездовидни власинки, стъбловите са обратноланцетни, като най-едри са под съцветието. Цветовете му са многобройни, сравнително дребни и жълти на цвят. Плодовете му представляват влакнести шушулчици. Семената са без крилце, по едно в плодно гнездо. Цъфти през юни-юли, узрява през юли – август. Опрашва се от насекоми, възможно е и частично самоопрашване. Размножава се със семена, разпространявани от вятъра или барохорно.

## Разпространение
Расте по варовити каменисти поляни, по-рядко по скалисти и сипейни места, по крайморски пясъци, в равнините. Разпространен е в Румъния, Украйна и Турция. В България се среща по Черноморското крайбрежие, в района на Преслав, Айтоска планина.